# Josef Newgarden
Josef Nicolai Newgarden, né le 22 décembre 1990 à Hendersonville (Tennessee),, est un pilote automobile américain, qui participe au championnat d'IndyCar Series avec l'écurie Penske. Avec celle-ci, il remporte à deux reprises ce championnat, en 2017 et en 2019. Il est double vainqueur des 500 miles d’Indianapolis en 2023 et 2024

## Biographie

### Débuts en monoplace aux États-Unis (2006-2008)
Après avoir roulé en karting pendant près de dix ans, Josef Newgarden commence sa carrière en monoplace en 2006, en intégrant la Skip Barber Racing School. Il participe entre 2006 et 2008 aux différents championnats que propose la série, avec plus ou moins de succès. Il décroche au total neuf victoires et termine deux fois vice-champion. En 2008, il prend part au Formule Ford Festival sur le circuit de Brands Hatch, en classe Kent. Il remporte la victoire.

### Arrivée en Europe (2009)
Josef Newgarden décide de traverser l'Atlantique et arrive en Europe en 2009. Il prend part au championnat de Grande-Bretagne de Formule Ford et gagne neuf courses sur vingt-cinq. Il termine 2e du championnat. Il participe également aux trois premières courses de Formule Palmer Audi, à Brands Hatch. Il se fait remarquer en s'imposant lors des deux premières. On le retrouve aussi au Formule Ford Festival pour la deuxième année consécutive, mais sans réussite.

### Courte expérience en GP3 Series (2010)
Il s'engage en 2010 en GP3 Series avec Carlin Motorsport mais doit attendre la neuvième course de la saison à Hockenheim pour marquer des points, ceux de la pole position. Il ne termine que trois fois dans les points en course et termine 18e du championnat, battu par son équipier Dean Smith.

### Retour au pays en Indy Lights (2011)

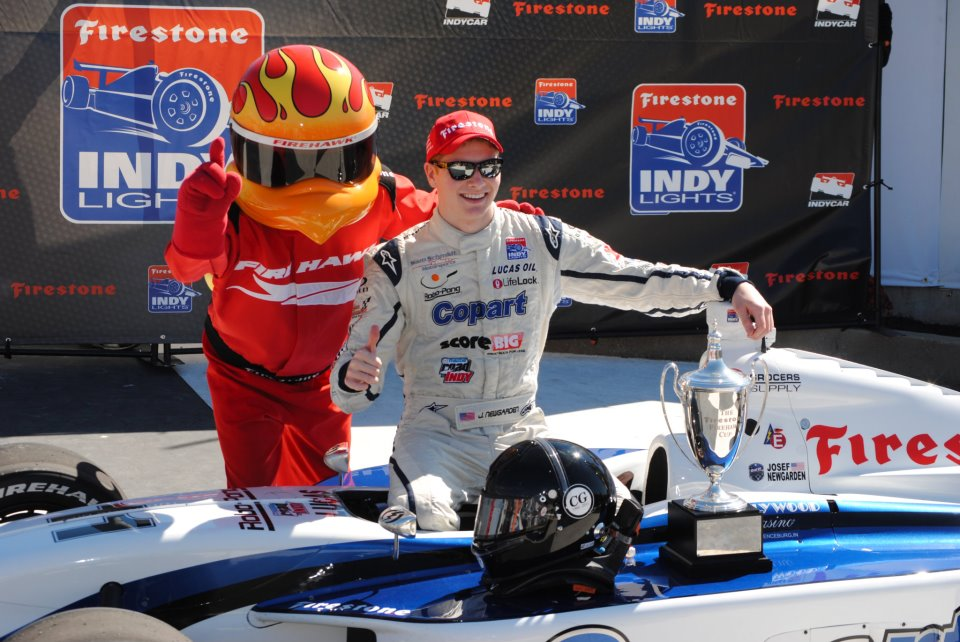
Josef Newgarden en Indy Lights en 2011.

En 2011, il quitte l'Europe et retourne aux États-Unis pour poursuivre sa carrière. Il s'engage en Indy Lights, l'antichambre de l'IndyCar Series, avec Schmidt Peterson Motorsports. Il domine facilement ses adversaires, remportant cinq victoires et obtenant dix podiums, deux poles et quatre fois le meilleur tour en course. Il remporte le titre, avec près de 100 points d'avance sur son dauphin, son coéquipier Esteban Guerrieri.

### Carrière fructueuse en IndyCar Series (Depuis 2012)

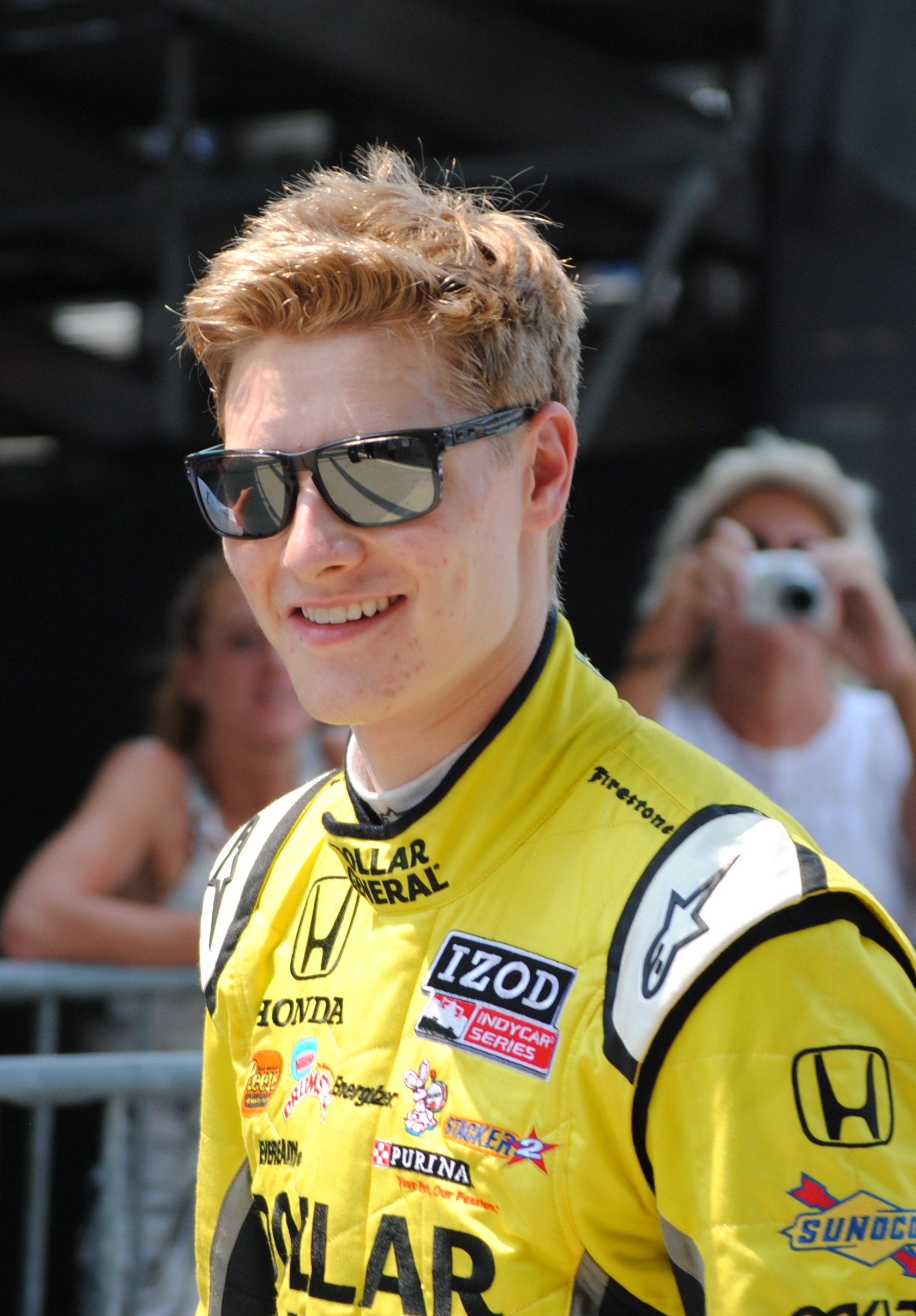
Josef Newgarden aux 500 miles d'Indianapolis en 2012.

Ce titre lui permet d'accéder en 2012 à la discipline phare de la monoplace américaine, l'IndyCar. Avec l'écurie Sarah Fisher Hartman Racing, son meilleur résultat est une 11e place obtenue lors de la première course de l'année à St. Petersburg. Il participe pour la première fois aux mythiques 500 miles d'Indianapolis mais ne termine pas l'épreuve. L'année suivante, en 2013, il rempile avec l'écurie de Sarah Fisher et améliore ses résultats, terminant même 2e du Grand Prix de Baltimore. Il se classe 14e du championnat. Il effectue sa dernière année au sein de l'écurie en 2014 et une nouvelle fois, termine 2e, cette fois-ci en Iowa.
En 2015, Josef Newgarden rejoint le CFH Racing (en). Il remporte sa première course sur le Barber Motorsports Park, puis une autre à Toronto. Il obtient également sa première pole position à Milwaukee, et se classe 9e des 500 miles d'Indianapolis. Des rumeurs le positionnent alors comme un candidat à un baquet chez Haas F1 Team, la nouvelle écurie américaine de Formule 1 qui fera ses débuts en 2016.
En 2016, il passe dans l'écurie d'Ed Carpenter et obtient une nouvelle victoire en Iowa, deux semaines après un gros accident sur le Texas Motor Speedway, qui lui cause une fracture de la clavicule. Pour sa cinquième participation aux 500 miles d'Indianapolis, il finit 3e. Il termine 4e du championnat puis signe un nouveau contrat chez Penske pour la saison 2017
.
Au sein de sa nouvelle écurie, il s'impose dès la troisième course de la saison sur le Barber Motorsports Park, pour la deuxième fois de sa carrière. Plus tard dans la saison, il remporte également les courses de Toronto et de Mid-Ohio, ce qui lui permet de mener le championnat après treize courses. Il est sacré champion d'IndyCar pour la première fois de sa carrière à l'issue de la dernière course de la saison à Sonoma, battant le tenant du titre Simon Pagenaud de treize points seulement.
En 2018, Josef Newgarden s'impose à trois reprises et signe quatre nouvelles pole positions. Il se classe 5e du championnat.
Il remporte la manche d'ouverture de la saison 2019, le Grand Prix de St. Petersburg, ainsi que la première course à Détroit. Newgarden remporte sa troisième course de la saison sur l'ovale du Grand Prix du Texas, puis le Grand Prix de l'Iowa. Il est sacré pour la deuxième fois de sa carrière lors de la dernière course de l'année à Laguna Seca.
En 2020, malgré ses quatre victoires, il doit s'incliner face à Scott Dixon qui remporte le sixième titre de sa carrière en IndyCar. Josef Newgarden doit se contenter du titre de vice-champion.

## Carrière

### Résultats en monoplace
| Saison    | Championnat              | Écurie                  | Courses | Victoires | Pole positions | Meilleurs tours | Podiums | Points | Classement |
| --------- | ------------------------ | ----------------------- | ------- | --------- | -------------- | --------------- | ------- | ------ | ---------- |
| 2006–2007 | Skip Barber Southern     | RT LLC                  | 12      | 3         | 3              | 5               | 10      | 443    | 2e         |
| 2007      | Skip Barber National     | RT LLC                  | 14      | 2         | 3              | 3               | 4       | 326    | 6e         |
| 2007–2008 | Skip Barber Southern     | RT LLC                  | 2       | 0         | 1              | 1               | 1       | 61     | 29e        |
| 2008      | Skip Barber National     | RT LLC                  | 14      | 3         | 6              | 3               | 5       | 372    | 2e         |
| 2009      | Formule Ford britannique | Joe Tandy Racing        | 25      | 9         | 4              | 8               | 16      | 550    | 2e         |
| 2009      | Formule Palmer Audi      | MotorSport Vision       | 3       | 2         | 0              | 0               | 2       | 64     | 18e        |
| 2010      | GP3 Series               | Carlin Motorsport       | 15      | 0         | 1              | 0               | 0       | 8      | 18e        |
| 2011      | Indy Lights              | Sam Schmidt Motorsports | 14      | 5         | 3              | 4               | 10      | 533    | Champion   |

### Résultats en IndyCar Series
| Saison | Écurie                      | Courses | Victoires | Pole positions | Meilleurs tours | Podiums | Points | Classement |
| ------ | --------------------------- | ------- | --------- | -------------- | --------------- | ------- | ------ | ---------- |
| 2012   | Sarah Fisher Hartman Racing | 14      | 0         | 0              | 3               | 0       | 200    | 23e        |
| 2013   | Sarah Fisher Hartman Racing | 19      | 0         | 0              | 0               | 1       | 348    | 14e        |
| 2014   | Sarah Fisher Hartman Racing | 18      | 0         | 0              | 2               | 1       | 406    | 13e        |
| 2015   | CFH Racing (en)             | 16      | 2         | 1              | 0               | 4       | 431    | 7e         |
| 2016   | Ed Carpenter Racing         | 16      | 1         | 0              | 3               | 4       | 502    | 4e         |
| 2017   | Team Penske                 | 17      | 4         | 1              | 5               | 9       | 642    | Champion   |
| 2018   | Team Penske                 | 17      | 3         | 4              | 2               | 3       | 560    | 5e         |
| 2019   | Team Penske                 | 17      | 4         | 2              | 4               | 7       | 641    | Champion   |
| 2020   | Team Penske                 | 14      | 4         | 3              | 1               | 6       | 521    | 2e         |
| 2021   | Team Penske                 | 16      | 2         | 4              | 2               | 6       | 511    | 2e         |
| 2022   | Team Penske                 | 17      | 2         | 1              | 0               | 4       | 521    | 3e         |
| 2023   | Team Penske                 | 17      | 4         | 0              | 1               | 5       | 479    | 5e         |
| 2024   | Team Penske                 | 18      | 2         | 2              | 5               | 6       | 401    | 8e         |
| 2025   | Team Penske                 |         |           |                |                 |         |        | e          |

### Résultats aux 500 miles d'Indianapolis
| Année | Châssis | Moteur    | Départ | Arrivée | Équipe                      |
| ----- | ------- | --------- | ------ | ------- | --------------------------- |
| 2012  | Dallara | Honda     | 7      | 25      | Sarah Fisher Hartman Racing |
| 2013  | Dallara | Honda     | 25     | 28      | Sarah Fisher Hartman Racing |
| 2014  | Dallara | Honda     | 8      | 30      | Sarah Fisher Hartman Racing |
| 2015  | Dallara | Chevrolet | 9      | 9       | CFH Racing                  |
| 2016  | Dallara | Chevrolet | 2      | 3       | Ed Carpenter Racing         |
| 2017  | Dallara | Chevrolet | 22     | 19      | Team Penske                 |
| 2018  | Dallara | Chevrolet | 4      | 8       | Team Penske                 |
| 2019  | Dallara | Chevrolet | 8      | 4       | Team Penske                 |
| 2020  | Dallara | Chevrolet | 13     | 5       | Team Penske                 |